# 幸安寺
幸安寺（こうあんじ）は、埼玉県熊谷市にある臨済宗南禅寺派の寺院。

## 歴史
1502年（文明4年）、小笠原運派の開基である。運派が国済寺第34世住職の瑞厳令天を招聘して寺を創建した。その後、天正年間（1573年 - 1592年）に国済寺第36世住職の天徳令瑞によって中興された。
また徳川家康の家臣三宅康貞の菩提寺であった。三宅康貞の家系は後に三河国田原藩の藩主となる。同じ熊谷市三ケ尻にある龍泉寺には渡辺崋山ゆかりの品々があるが、崋山が仕えていたのが田原藩三宅氏である。

## 交通アクセス
- 大麻生駅より徒歩25分。